# Jorge Galeano
Jorge Enrique Lisandro Galeano (Posadas, Misiones, 18 de septiembre de 1948) es un político y abogado argentino.

## Biografía
Se encuentra casado con Amalia Susana Micolis y tiene tres hijos: María Irene, Lisandro Sebastián y Juan Pablo.
Egresó como abogado de la Facultad de Derecho de la Universidad Nacional del Nordeste y realizó un doctorado en Ciencias Jurídicas en la Universidad Católica de Santa Fe.
Ejerce la docencia como profesor de Introducción al Derecho (desde 1990) y Filosofía del Derecho (desde 1993) en la Facultad de Derecho, en la sede Posadas, de la Universidad Católica de Santa Fe. Entre 1978 y 1996 fue profesor en el Instituto Superior del Profesorado “Antonio Ruiz de Montoya”, ubicado en la capital provincial.
En 1987 es elegido como Subsecretario de Gobierno, cargo que ocupa hasta finales de 1989. En 1991 es electo diputado provincial por el Partido Justicialista y en su período se sanciona la Ley "Galeano", que prohíbe el expendio de bebidas alcohólicas a los menores de edad en toda la provincia de Misiones.
En 2000, funda el Movimiento de Acción Popular (M.A.P.), un partido provincial, por el cual es elegido nuevamente diputado provincial, entre los años 2001 y 2005.
En 2007 se candidatea a vicegobernador de la provincia de Misiones, acompañando a Pablo Mario Andersen, y con el apoyo Roberto Lavagna.